# Jarosław Dąbrowski (film)
Jarosław Dąbrowski – polsko-radziecki-francuski film biograficzny w reżyserii Bohdana Poręby o Jarosławie Dąbrowskim, jednym z dowódców Komuny Paryskiej (1975). Konsultantem historycznym filmu był prof. Jerzy Zdrada.

## Obsada aktorska
- Zygmunt Malanowicz − Jarosław Dąbrowski
- Małgorzata Potocka − Pelagia, żona Jarosława
- Aleksandr Kalagin − pułkownik Tuchołko
- Wiktor Awdiuszko − Władisław Ozierow
- Władimir Iwaszow − Andrij Potebnia
- Stanisław Niwiński − Bronisław Szwarce
- Stefan Szmidt − Walery Wróblewski
- Józef Nowak − Bronisław Wołowski
- Andrzej Prus − oficer rosyjski
- François Maistre - oficer francuski
- Armand Mestral - urzędnik francuski